# Henk Krol
Henricus Cornelis Maria (Henk) Krol (nascido em 1 de Abril de 1950, em Tilburg, Brabante do Norte) é um jornalista holandês. Ele é editor da revista Gay Krant (“Notícias Gays”), uma revista holandesa voltada para o público homossexual. Ele é um antigo porta-voz da facção do Partido Liberal nos Estados Gerais dos Países Baixos (Parlamento holandês). 

## Biografia
Krol começou sua carreira na rádio VPRO. Na rádio TROS, em 1978, foi o segundo membro oficial do Grupo Parlamentar do VVD. Krol se tornou famoso, em Dezembro de 1979, por causa de uma piada referente à revista Krant Gay. Em 1982, se tornou o primeiro jornalista holandês a escrever sobre a SIDA. Henk Krol também foi produtor associado em vários projetos de arte e co-autor do "Rick's Report, Hoe vertel ik het mijn ouders?" (Relatório Rick: Como posso contar aos meus pais?), e "Uit de Kast" (O Armário). Ele também participou de dois livros sobre câncer: "Buigen als Bamboe" (Flexão como o Bambu) e "Bekend met Kanker" (Familiarizados com Câncer). Krol tomou a iniciativa da abertura do casamento civil para casais homossexuais. Ele recebeu este reconhecimento internacional. Ele foi também o iniciador da Roze Maandag (Segunda-feira Rosa), que é celebrada anualmente na feira de Tilburg e no Dia Gay da Eurodisney. Em 2009 Krol recebeu o prêmio "Jos Brink-prijs" por sua contribuição para promover a aceitação social dos homossexuais nos Países Baixos.